# Сенна (Малопольське воєводство)
Сенна (пол. Sienna) — село в Польщі, у гміні Городок-над-Дунайцем Новосондецького повіту Малопольського воєводства.
Населення — 439 осіб (2011).
У 1975-1998 роках село належало до Новосондецького воєводства.

## Демографія
Демографічна структура станом на 31 березня 2011 року:
|          | Загалом | Допрацездатний вік | Працездатний вік | Постпрацездатний вік |
| -------- | ------- | ------------------ | ---------------- | -------------------- |
| Чоловіки | 222     | 64                 | 135              | 23                   |
| Жінки    | 217     | 60                 | 109              | 48                   |
| Разом    | 439     | 124                | 244              | 71                   |